# Torre de Suchet
La Torre de Suchet és una obra de Girona inclosa a l'Inventari del Patrimoni Arquitectònic de Catalunya.

## Descripció
La torre està situada fora del recinte del castell, és de planta quadrada amb una obertura rectangular emmarcada amb pedra i una curiosa estructura d'espitlleres, a imitació de les medievals.

## Història
Construïda pels francesos prop d'on hi havia hagut la torre de Sant Joan que va ser destruïda el 8 de juliol de 1809 accidentalment. La nova torre porta el nom del mariscal Louis Gabriel Suchet que fou l'encarregat de dirigir la voladura de fortificacions gironines el 1812 en retirar-se les tropes franceses, de la que se'n salvà. Durant el setge del 1843 una de les bombes del general Prim se'n va endur la part de dalt i la va deixar com és ara.